# 공공의 복지
공공의 복지(commonweal)는 개인의 행복이나 이익보다도 사회 또는 국가 전체의 이익이 우월하다는 관념이다. 고대나 중세에서도 주장되었으나 특히 17~18세기의 절대주의 시대의 지배자층이 종래의 귀족과 새로운 시민층에서 일어나는 저항을 배제하고 지배를 정당화하는 이데올로기이다. 히틀러는 이를 근거로 사권(私權)을 제한하고 기본적 인권에 공격을 가하였다.
오늘날 복지의 의미는 더욱 확대되고 중요하게 여겨지고 있다. 사적 소유권 등에 대한 공공적 통제나 개인생활에의 국가적 배려 등 분명히 진보적 역할과 의미를 갖는 것이나 동시에 사회의 모순을 국가의 공공성의 명목하에서 은폐하는 역할도 수행하고 있다.